# Hellofacollection
Hellofacollection (en sammanskrivning av "Hell of a Collection") är ett samlingsalbum av den finländska rockgruppen The Rasmus, utgivet den 16 november 2001 på Warner Music Finland.
Albumet består av bandets bästa låtar från 1995 till 2001. Samtliga låtar återfinns på studioalbumen Peep, Playboys, Hellofatester eller dess singlar, förutom demot till Liquid samt F-F-F-Falling och Chill som senare kom med på bandets fjärde album Into (2001). Låtar som annars kan vara svåra att få tag på är Rakkauslaulu och Life 705 (version '99), eftersom dessa låtar är b-sidor på singlarna 1st respektive Swimming with the Kids. Originalversionen av Life 705 går däremot att hitta på debutalbumet Peep.
Trots att bandet nyligen hade bytt skivbolag från Warner Music Finland till Playground Music, gav man ändå ut Hellofacollection på Warner Music Finland. Anledningen till detta var att sångaren Lauri Ylönen ville att bandet skulle ge ut ett sista album genom skivbolaget de hade stått skriva till i så många år Bandet såg sig själva redan då som Playground Musics viktigaste artist.
Hellofacollection hamnade på andra plats på Finlands albumlista i en vecka.

## Låtlista
Alla låtar är skrivna av The Rasmus utom Ghostbusters, som är en cover av Ray Parker Jr.. 
| Nr  | Titel                  | Längd | Notering                                                                 |
| --- | ---------------------- | ----- | ------------------------------------------------------------------------ |
| 1.  | F-F-F-Falling          | 3:52  | Senare utgiven på albumet Into                                           |
| 2.  | Chill                  | 4:13  | Senare utgiven på albumet Into                                           |
| 3.  | Liquid                 | 4:18  | Från albumet Hellofatester                                               |
| 4.  | City of the Dead       | 3:22  | Från albumet Hellofatester                                               |
| 5.  | Help Me Sing           | 3:24  | Från albumet Hellofatester                                               |
| 6.  | Playboys               | 2:44  | Från albumet Playboys                                                    |
| 7.  | Blue                   | 4:22  | Från albumet Playboys                                                    |
| 8.  | Ice                    | 2:45  | Från albumet Playboys                                                    |
| 9.  | Sophia                 | 2:42  | Från albumet Playboys                                                    |
| 10. | Wicked Moments         | 2:56  | Från albumet Playboys                                                    |
| 11. | Ghostbusters           | 3:36  | Från albumet Peep                                                        |
| 12. | Funky Jam              | 2:15  | Från albumet Peep                                                        |
| 13. | Myself                 | 3:53  | Från albumet Peep                                                        |
| 14. | P.S.                   | 2:56  | Från albumet Peep                                                        |
| 15. | Rakkauslaulu           | 3:36  | Från EP:n 1st                                                            |
| 16. | Life 705 (Version '99) | 5:36  | Från singeln Swimming with the Kids, originalversionen från albumet Peep |
| 17. | Liquid (Demo)          | 3:12  | Tidigare outgiven                                                        |

Fotnot: Flera av låtarna har förkortats för att anpassa sig bättre på samlingsalbumet, så det är inte samma längd som på originalalbumet.

## Andra utgåvor

### 2004 Version
Under 2004 gav man ut en nyutgåva av albumet som digital nedladdning på Internet med en annan låtlista. Även detta album gavs ut genom Warner Music Finland.
Låtlista
1. City of the Dead – 3:19 (från albumet Hellofatester)
2. Liquid – 4:16 (från albumet Hellofatester)
3. Every Day – 3:17 (från albumet Hellofatester)
4. Swimming with the Kids – 3:29 (från albumet Hellofatester)
5. Wellwell – 3:20 (från albumet Playboys)
6. Help Me Sing – 3:24 (från albumet Hellofatester)
7. Playboys – 2:57 (från albumet Playboys)
8. Blue – 2:57 (från albumet Playboys)
9. Ice – 2:44 (från albumet Playboys)
10. Sophia – 2:41 (från albumet Playboys)
11. Wicked Moments – 2:54 (från albumet Playboys)
12. Ghostbusters – 3:35 (från albumet Peep) (Ray Parker Jr.-cover)
13. Funky Jam – 2:11 (från albumet Peep)
14. Myself – 3:52 (från albumet Peep)
15. P.S. – 3:29 (från albumet Peep)
16. Man in the Street – 3:31 (från albumet Hellofatester)
17. Life 705 – 5:06 (från albumet Peep)
18. Liquid (demo) – 3:12

### Sampler
Hellofacollection Sampler är titeln på en miniversion av samlingsalbumet, utgiven i Spanien 2004 genom Warner Music Finland.  Detta album gavs ut endast i marknadsföringssyfte och innehåller endast fyra spår. Dock spred sig skivan ut hos skivbutiker på Internet.
Låtlista (katalog #: SPI024W)
1. Liquid – 4:18 (från albumet Hellofatester)
2. Playboys – 2:44 (från albumet Playboys)
3. Help Me Sing – 3:24 (från albumet Hellofatester)
4. Man in the Street – 3:33 (från albumet Hellofatester)

## Banduppsättningar
- 1995-1999, låtarna 3-18:
  - Lauri Ylönen – sång
  - Eero Heinonen – bas
  - Pauli Rantasalmi – gitarr
  - Janne Heiskanen – trummor

- 2001-idag, låtarna 1-2:
  - Lauri Ylönen – sång
  - Eero Heinonen – bas
  - Pauli Rantasalmi – gitarr
  - Aki Hakala – trummor

## Producenter
- 1995-1996, skivorna 1st och Peep:
  - The Rasmus & Teja Kotilainen

- 1997, skivan Playboys:
  - The Rasmus & Ilkka Herkman

- 1998-1999, skivorna Hellofatester och Swimming with the Kids:
  - The Rasmus & Teja Kotilainen

- 2001, skivan Into:
  - Mikael Nord Andersson & Martin Hansen